# مسجد حضرة السلطان
مسجد حضرة السلطان هو مسجد يقع في مدينة نور سلطان، كازاخستان ويعتبر أكبر مسجد في آسيا الوسطى تم افتتاحه في 6 يوليو 2012.